# Un gioco per Eveline
Un gioco per Eveline è un film italiano di genere thriller del 1971, diretto da Marcello Avallone.

## Trama
(La citazione nel finale del film, di Samuel Beckett)
Pierre e Natalie, due giovani sposi, arrivano in un'isola per passare un periodo di vacanza, ma nella coppia ci sono forti contrasti poiché lui desidera avere un figlio mentre la donna è di parere opposto. Lei, che è al volante dell'auto, affronta ad alta velocità gli stretti tornanti nelle strade dell'isola: a un certo punto sbanda e termina fuori strada. Slogatasi una caviglia, Pierre chiede aiuto a una villa nei pressi e lì fanno conoscenza dell'ingegnere Philippe Giraud e di sua moglie Minou; quest'ultima è particolarmente provata dalla morte di Eveline, sua figlia, avvenuta un anno e mezzo prima per un fatale incidente ma non denunciata all'anagrafe, tanto che ad un certo punto una maestra e ispettrice scolastica, ignara del fatto, si presenta alla villa con i documenti per l'iscrizione obbligatoria della bambina agli studi.
Durante la loro permanenza Pierre e Natalie vengono circondati di attenzioni particolari da Minou e da Philippe per motivi diversi, ai quali loro non rimangono indifferenti; ma ogni notte alcuni suoni inquietanti e l'apparizione della bambina scomparsa, o del fantasma di essa, con in mano il suo giocattolo preferito, una bambola, finiscono per ossessionare Pierre, che è l'unico del gruppo a vederle e sentirle. Il mistero si infittisce quando all'ufficio anagrafe scoprono un errore: la bambina è stata registrata con il nome di Evelyne anziché Eveline e quindi non resta che dichiarare una morte presunta. Ma le sue apparizioni notturne continuano, e Pierre, sempre più esasperato, una notte le spara contro e decide di seppellirne il cadavere per non destare sospetti.
Ma a quel punto, Pierre si risveglia: quella vicenda è stata da lui soltanto sognata, e Natalie lo incita a cercare aiuto nei paraggi. Uscito dall'automobile e fatti pochi passi, si trova davanti il cancello della villa esattamente uguale a quella del sogno; viene accolto da un cane da pastore tedesco di nome Dalì, che già conosce molto bene e, insieme a lui, si inoltra nel vialetto interno della villa.

## Distribuzione
Il film ottenne il visto di censura n. 57.890 il 18 marzo 1971 per una lunghezza di 2.480 metri, ma ebbe problemi distributivi; la prima proiezione pubblica venne effettuata il 16 luglio dello stesso anno e a Milano venne presentato soltanto il 18 aprile 1972. L'incasso fu di 43.833.000 di lire.